# Agim Çeku
Agim Çeku (Pejë, 29 ottobre 1960) è un politico kosovaro.
Dal 10 marzo 2006 al 9 gennaio 2008 è stato il Primo Ministro del Kosovo.
Çeku è etnicamente albanese. Servì nell'esercito croato come ufficiale contro la Repubblica serba di Krajina, divenne comandante dell'UÇK durante la guerra del Kosovo del 1999 e comandante dei Corpi di Protezione del Kosovo sotto l'amministrazione delle Nazioni Unite del Kosovo. Primo Ministro del Kosovo fino al 2008 è molto amato dai kosovari mentre non è apprezzato dai serbi.

## Carriera militare e paramilitare
Agim Çeku dopo aver finito la seconda scuola militare a Belgrado è entrato alla Accademia Militare di Zara. Poco tempo dopo si è arruolato nell'Armata Popolare Jugoslava (API) come capitano di artiglieria. Nel 1991 quando scoppiarono le guerre jugoslave ha disertato dalla API ed è entrato nella Guardia Nazionale Croata quando la Repubblica di Croazia si trovò in guerra per uscire dalla Iugoslavia.
Venne direttamente coinvolto nella guerra croata contro la Repubblica Serba di Krajina che si autoproclamò indipendente. Durante il suo servizio ha partecipato a diverse operazioni, la prima fu l'Operazione Maslenica quando era alla testa della artiglieria nelle Alpi Bebie, da gennaio a febbraio 1993, Operazione Medak Pocket vicino Gospić dove venne ferito e nell'Operazione Tempesta nell'agosto del 1995 dove conquistò buona parte del territorio di Krajina. Successivamente è stato alla testa delle forze croate nell'avanzata dentro la Repubblica di Bosnia-Erzegovina combattendo nella Bosnia dell'ovest contro la Republika Srpska nell'Operazione Mestral.
Dopo la guerra, l'esercito croato venne riformato e il presidente Franjo Tuđman nominò Çeku comandante nel Quinto Distretto Regionale a Fiume. Nel 1998 ha depositato la domanda di pensionamento per entrare nell'Esercito di Liberazione del Kosovo con il quale ha mantenuto i legami fino al 1999.
Çeku sviluppò i contatti con l'UCK a metà degli anni '90. Egli rassegnò le dimissioni dall'esercito croato nel febbraio del 1999. Quando la guerra del Kosovo scoppiò nel marzo 1999, l'UCK fu colpito duramente dalle forze serbe, questo probabilmente dovuto ad una scarsa leadership del suo inesperto comandante Suleiman Selimi, a cui era stato dato il posto per la sua influenza nella regione di Drenica (nel cuore dell'UCK).
Nel maggio del 1999 Ceku venne nominato direttore generale dell'UCK sostituendo Selimi. Egli ha immediatamente riorganizzato l'UCK fornendola di un'adeguata struttura militare. Negli ultimi giorni della Guerra del Kosovo, l'UCK iniziò a fornirsi di sistemi di intelligence dalla NATO per attirare le forze serbe all'aperto consentendo alla NATO di colpirli. Secondo i resoconti dell'epoca, Çeku era il principale collegamento tra la NATO e l'UCK.
Dopo la fine della guerra nel giugno 1999, Çeku ha controllato la smilitarizzazione dell'UCK e la sua trasformazione nel Corpo di Protezione del Kosovo, all'apparenza un'organizzazione deputata a rispondere alle catastrofi, allo sminamento e a portare avanti progetti umanitari. Nonostante la comunità internazionale insistesse, dicendo che il Corpo di Protezione del Kosovo fosse un'organizzazione civile, Çeku e i suoi membri hanno affermato che il CPK potrebbe evolversi nell'esercito di un Kosovo indipendente. Çeku ha sostenuto molte difficoltà dell'UCK, inclusa quella di legami tra alcuni suoi membri che sostenevano la ribellione albanese in Macedonia.
Il governo serbo afferma che Agim Çeku è un criminale di guerra sebbene la giurisdizione serba non sia riconosciuta in materia dalle Nazioni Unite. Il Tribunale Internazionale per i Crimini per l'ex Iugoslavia (TICI) ha dichiarato che tutte le accuse per crimini di guerra nella ex Iugoslavia sono cadute e che non sono previste ulteriori incriminazioni. Sebbene Çeku non sia soggetto ad alcuna accusa del TICI, è stato detenuto per un breve periodo in Slovenia nell'ottobre 2003 e in Ungheria nel marzo 2004 sulle basi di un mandato d'arresto dell'Interpol emesso dalla Serbia. Çeku venne liberato rapidamente in entrambi i casi in seguito alle pressioni della Missione Temporanea delle Nazioni Unite in Kosovo.
Le autorità colombiane espulsero Çeku che doveva tenere una conferenza nel paese, perché la Serbia aveva richiesto la sua estradizione per possibili crimini di guerra commessi durante la guerra del Kosovo.
Il 23 giugno 2009 Çeku è stato arrestato in Bulgaria dall'Interpol con un mandato della Serbia per i presunti (e mai verificati) crimini di guerra in Kosovo contro la popolazione non albanese. Çeku ha definito le accuse ridicole. Le autorità bulgare hanno deciso di rilasciarlo dalla custodia, ma hanno richiesto che rimanga nel paese per 40 giorni per far esaminare la richiesta di estradizione della Serbia per affrontare l'accusa di genocidio. Il 30 giugno Çeku è ritornato in Kosovo dopo che il giudice bulgaro ha deciso per il suo rilascio anticipato. Çeku, secondo i suoi avvocati, è considerato un diplomatico del Kosovo quindi gode dell'immunità. La garanzia che Çeku sia un diplomatico kosovaro è giunta dal presidente della commissione parlamentare per la politica estera, Salamon Pasija e da un documento di Hashim Thaçi. Si pensa che la decisione anticipata relativa alla sua scarcerazione sia stata presa anche in seguito alle pressioni di Stati Uniti, Francia e Regno Unito. Dure le proteste da parte della Serbia.

### Presunti crimini di guerra
Agim Çeku è accusato dalla Serbia (nessun'accusa grava su di lui dalle istituzioni internazionali) di diversi crimini di guerra compiuti in Kosovo e quando militava nell'esercito croato. Anche i soldati canadesi dell'ONU, presenti nella ex-Jugoslavia affermano di aver assistito a crimini commessi da Çeku.

## Carriera politica
Il 10 marzo 2006 Çeku è stato eletto Primo ministro del Kosovo dall'assemblea del Kosovo. Dopo il giuramento, egli ha dichiarato il suo supporto per l'indipendenza del Kosovo, pur promettendo il rispetto dei diritti della minoranza serba, la nomina di Çeku è stata sostenuta dall'ex primo ministro Ramush Haradinaj, dimessosi per l'accusa mossagli dal TICI per crimini di guerra. Nei primi cento giorni del suo mandato, la priorità è stata l'attuazione degli standard per la buona governabilità e la multi-etnicità approvati dalle Nazioni Unite, guadagnandosi in questo modo il supporto del Capo delle Nazioni Unite in Kosovo Søren Jessen-Petersen e del Gruppo di Contatto. Il 24 luglio 2006 Çeku è andato in visita a Vienna per il suo primo incontro di alto livello tra i Presidenti e i Primi Ministri della Serbia e del Kosovo per discutere dello stato finale del Kosovo.
Egli ha dichiarato che vuole fondare un nuovo partito politico dopo le dimissioni da Primo Ministro, smentendo le voci che lo volevano entrare nel Partito Riformista ORA. Entrato nel Partito Socialdemocratico del Kosovo il 10 aprile 2008 non ha escluso che il partito si possa unificare con ORA.

## Vita privata
Çeku è sposato con Dragica Ponos (di origini serbo-croate e sorella del Capo di Stato Maggiore dell'esercito serbo Zdravo Ponos) con la quale si è incontrato a Zara. Hanno tre figli. La famiglia vive tra il Kosovo e la città di Zara, dove risiedono la maggior parte del tempo.